# Saint-Marsal
Saint-Marsal (em catalão:  Sant Marçal) é uma comuna francesa na região administrativa da Occitânia, no departamento dos Pirenéus Orientais. Estende-se por uma área de 15.36 km², com 69 habitantes, segundo o censo de 2018, com uma densidade de 4.5 hab/km².